# 兀庵普宁
兀庵普宁（1197年—1276年12月30日），四川成都人，南宋时期临济宗杨岐派僧人，镰仓幕府时期渡日，法名普宁，号兀庵，谥号宗觉禅师。其门流称兀庵派，或宗觉门徒，为日本禅宗二十四派之一。

## 生平
1197年，兀庵普宁出生在西蜀（今四川省成都市）。幼年出家得度，最初学习唯识宗。后来在阿育王山师从无准师范，无准师范书写“兀庵”赠予他，就是他的号。兀庵普宁和祖智、妙伦、了慧一起被誉为无准师范门下的“四哲”。之后，他移居杭州灵隐山、四明天童山、象山灵岩寺。1260年，兰溪道隆和圆尔邀请他赴日，居住在博多圣福寺。不久之后，镰仓幕府北条时赖邀请他去京都，住在建长寺。1263年，北条时赖逝世。1265年，兀庵普宁渡海回国，居住在婺州双林寺。晚年，他居住在温州永嘉县江心山龙翔寺（今江心寺）。1276年（景炎元年）示寂，年寿80岁。谥号“宗觉禅师”。

## 宗觉派法系
1. 兀庵普宁禅师（大宋特特 宗觉禅师、建长寺第二世）
2. 北条时赖（最明寺入道道崇）

南州下
1. 兀庵普宁禅师（大宋特特 宗觉禅师、建长寺第二世）
2. 南州宏海禅师（浄智寺开山）
3. 天外志高禅师（圆觉住持）

东严下
1. 兀庵普宁（大宋特特 宗觉禅师·建长寺第二世）
2. 东严慧安禅师（谥号“宏觉禅師”、正传寺“诸山”开山）
3. 法位元性禅师（正传寺住持）
4. 在庵元有禅师（福海寺“诸山”开山、正传寺住持）